# Hinter Tierberg
L'Hinter Tierberg est un sommet des Alpes uranaises, en Suisse. Il culmine à 3 445 m d'altitude.

## Géographie
L'Hinter Tierberg est situé dans le sud-est du canton de Berne, à la frontière avec le canton d'Uri. Le glacier de Trift s'épanche sur son versant occidental en direction du nord.